# Facepunch Studios
Facepunch Studios – brytyjskie studio produkujące gry komputerowe, założone w 2004 roku.

## Historia
W 2003 roku czwórka producentów Garry Newman, Bryn Schurman, Matthew Schwenk oraz Arthur Lee rozpoczęła pracę nad debiutancką grą komputerową. Aby uniknąć zarzutu nieprofesjonalności, twórcy wymyślili nazwę dla swojego studia. W wyniku zastosowania techniki burzy mózgów wymyślili oni dwie propozycje: „Facewound” oraz „Facepunch” („uderzenie pięścią w twarz”). Pierwsza z propozycji stała się tytułem gry wydanej w 2003 roku, a druga posłużyła jako nazwa studia, które zostało utworzone przez Garry’ego Newmana w czerwcu następnego roku.
W 2004 roku Garry Newman rozpoczął pracę nad drugą grą studia – Garry’s Mod, która została wydana 24 grudnia.
Studio zostało zarejestrowane w 2009 roku i wkrótce rozpoczęły się pracę nad kolejnym tytułem o nazwie Rust.

## Gry komputerowe

### Wyprodukowane
| Rok  | Tytuł       | Wydawca           | Platforma             |
| ---- | ----------- | ----------------- | --------------------- |
| 2003 | Facewound   | ?                 | Windows               |
| 2004 | Garry’s Mod | Valve             | Windows, macOS, Linux |
| 2018 | Rust        | Facepunch Studios | Windows, macOS, Linux |

### W fazie wczesnego dostępu
| Rok  | Tytuł  | Wydawca           | Platforma |
| ---- | ------ | ----------------- | --------- |
| 2016 | Chunks | Facepunch Studios | Windows   |

### W produkcji
| Rok  | Tytuł              | Platforma |
| ---- | ------------------ | --------- |
| 2015 | Before (porzucona) | Windows   |
| 2016 | Troubleshooter     | Windows   |